# Каслтаун (Лиишь)
Каслтаун (англ. Castletown; ирл. Baile an Chaisleáin ) — деревня в Ирландии, находится в графстве Лиишь (провинция Ленстер).
Местная железнодорожная станция была открыта 1 сентября 1848 года, закрыта для товароперевозок 3 ноября 1975 года и закрыта окончательно 6 сентября 1976 года.
В 2002 году деревня выигрывала Irish Tidy Towns Competition.

## Демография
Население — 314 человек (по переписи 2006 года). В 2002 году население составляло 289 человек.
Данные переписи 2006 года:
| Общие демографические показатели |               |                               |                               |      |      |
| Всё население                    | Всё население | Изменения населения 2002—2006 | Изменения населения 2002—2006 | 2006 | 2006 |
| 2002                             | 2006          | чел.                          | %                             | муж. | жен. |
| 289                              | 314           | 25                            | 8,7                           | 165  | 149  |